# Александрийский 5-й гусарский полк

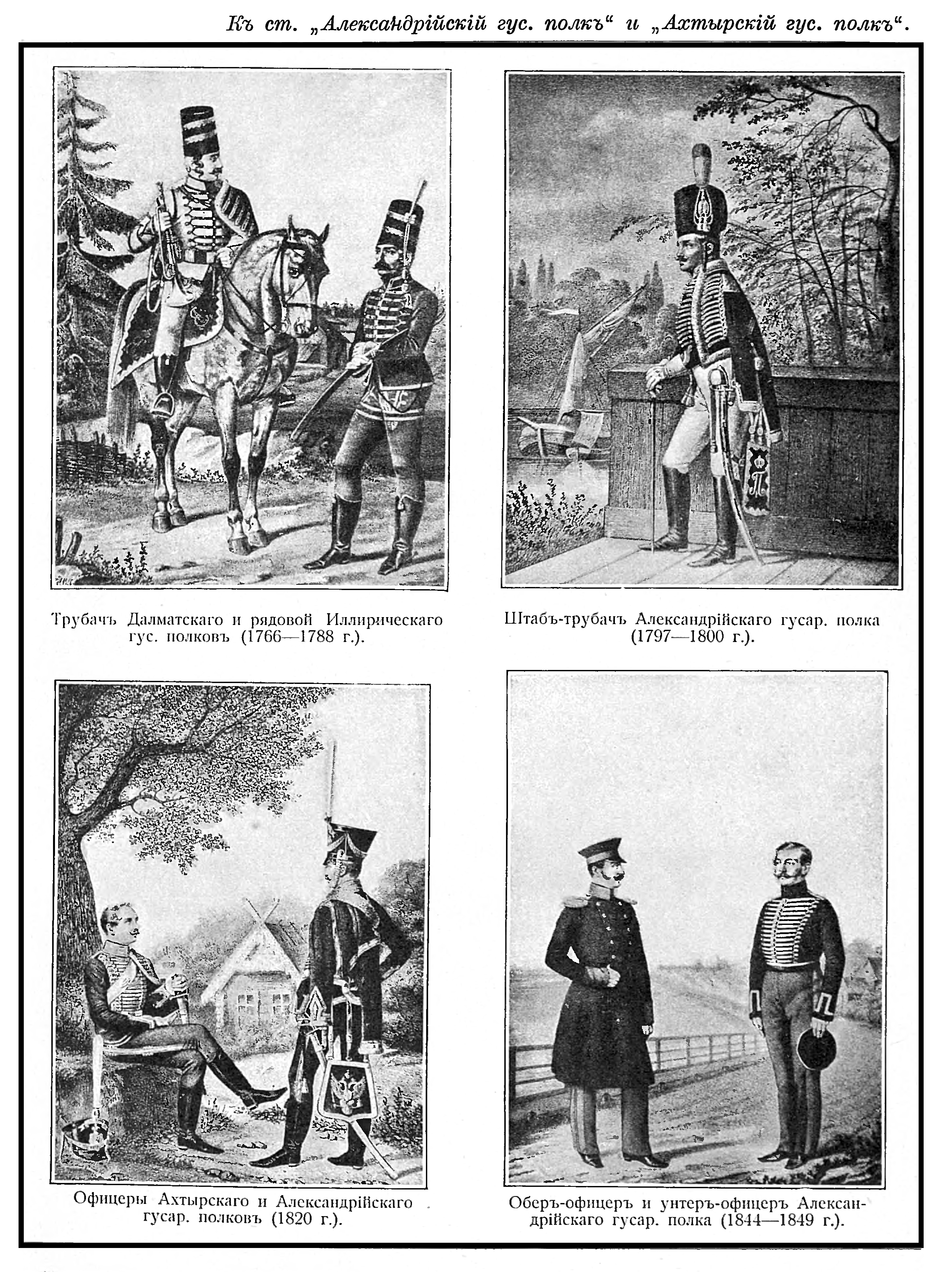
Иллюстрация к статье «Александрийский, 5-й гусарский полк», Военная энциклопедия Сытина. Том 1,, 1911 — 1915 годы.

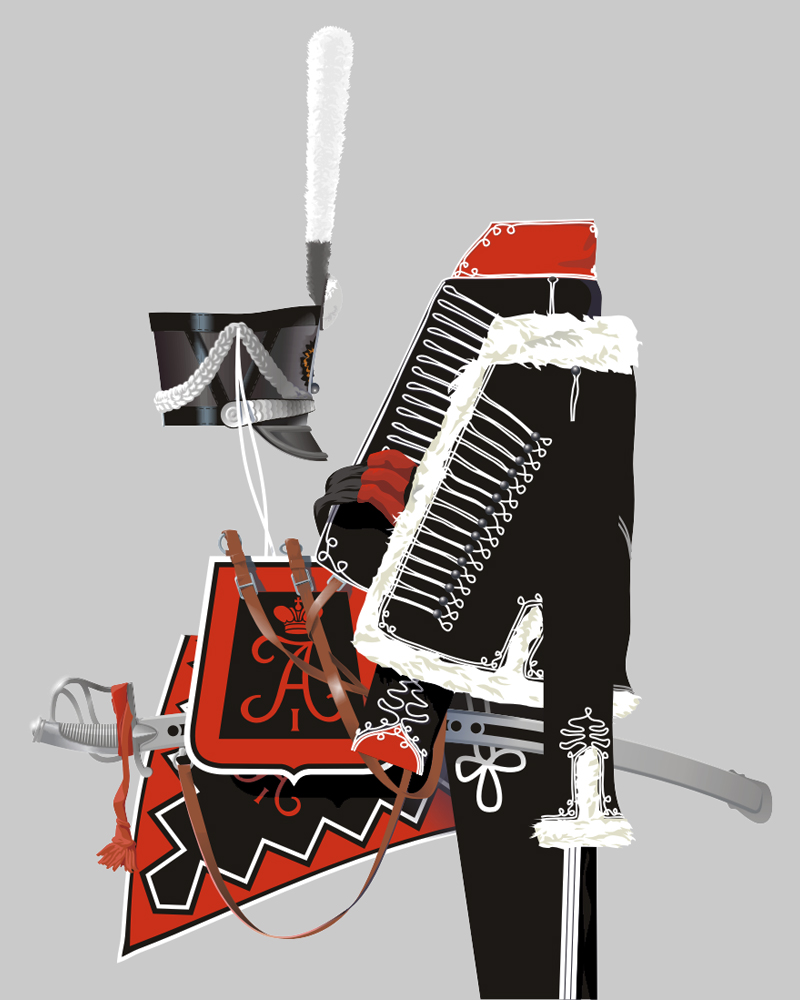
Полная форма одежды рядового Александрийского гусарского полка («чёрных гусар»), образца 1812 года: доломан, ментик, шарф, чакчиры, кивер, вальтрап, ташка и сабля.

5-й гусарский Александрийский полк — армейская воинская часть (гусарский полк) лёгкой кавалерии Вооружённых Сил России.
Старшинство конного формирования — с 11 августа 1776 года. Полковой праздник — 30 августа, день Святого Благоверного князя Александра Невского. Полное действительное наименование в 1907—1917 годах — 5-й гусарский Александрийский Её Величества Государыни Императрицы Александры Феодоровны полк. С 1875 года по 1918 год формирование входило в состав 5-й кавалерийской дивизии. Дислокация полка:
- 1783 год — город Александрийск (позже трансформировалось в Александрия);
- 1820 год — город Новомосковск[5]. Полк входил в состав 3-й гусарской дивизии;
- 1885—1910 годы — Калиш[6];
- 1910—1914 годы — Самара.

## История
- 11 августа 1776 года для охранения Украинской линии, от буджакских, перекопских и крымских татар, польских агрессоров, совместно с семью другими полками, сформированы Далматский и Македонский[7] поселённые гусарские полки Екатеринославской конницы[8][4].
- 28 июня 1783 — генерал-майор И. Е. Ферзен в Новороссийской губернии своим приказом объединяет Далматский и Македонский гусарские полки, формируя в составе шести эскадронов Александрийский легкоконный полк[9][10], наименованный по имени города Александрийск (позже трансформировалось в Александрия) в Новороссии. Совместно с восемью другими формированиями полк вошел в состав Екатеринославской конницы и предназначался позже для охранения Днепровской оборонительной линии.
- 14 сентября 1790 — Александрийский легкоконный полк присоединён к Херсонскому легкоконному полку и переименован в Херсонский казачий регулярный полк (казацкий[7]).
- 31 января 1792 — выделен из состава Херсонского полка и вновь наименован Александрийским легкоконным полком[11].
- 1796 — полк по решению императора Павла I получил свою чёрную с серебром гусарскую форму по образцу одного из гусарских полков Пруссии, а вместе с ней прозвище «черные гусары».
- 29 ноября 1796 — Присоединена команда Таврического конно-егерского полка, приведён в состав десяти эскадронов и поименован Гусарским бригадира Годлевского полком.
- 27 января 1797 — Гусарский генерал-майора Годлевского полк.
- 26 октября 1797 — Гусарский генерал-майора Гижицкого полк.
- 26 октября 1798 — Гусарский генерал-майора Никорицы полк.
- 2 октября 1799 — Гусарский генерал-майора Телепнева полк.
- 21 марта 1800 — Присоединена команда гусарского генерал-майора Готовицкого полка.
- 6 мая 1800 — Гусарский генерал-майора Кишенского полк.
- 29 марта 1801 — Александрийский гусарский полк.
- 13 июня 1806 года воинской частью выделен эскадрон на сформирование Гродненского гусарского полка[12].
- Декабрь 1812 — Включён во 2-ю гусарскую дивизию.
- 27 декабря 1812 — Приведён в состав восьми действующих и одного запасного эскадрона.
- 20 декабря 1828 — На гербы и пуговицы присвоен войсковой № 10.
- 21 марта 1833 — Присоединены 5-й и 6-й эскадроны Иркутского гусарского полка. Дано старшинство Иркутского полка. На гербы и пуговицы присвоен войсковой № 12.
- 26 апреля 1835 — На гербы и пуговицы вновь присвоен войсковой № 10.
- 1 сентября 1845 — Гусарский генерал-фельдмаршала князя Варшавского графа Паскевича-Эриванского полк.
- 20 января 1856 — Александрийский гусарский полк.
- 25 января 1856 — Гусарский его Императорского Высочества Великого Князя Николая Николаевича полк.
- 17 апреля 1856 — На гербы и пуговицы присвоен войсковой № 5.
- 26 июня 1856 — Полк приведён в состав 6 действующих и двух резервных эскадронов.
- 18 сентября 1856 — Полк приведён в состав четырёх действующих и двух резервных эскадронов.
- 19 марта 1857 — Александрийский гусарский Его Императорского Высочества Великого Князя Николая Николаевича Старшего полк.
- 25 марта 1864 — 5-й гусарский Александрийский Его Императорского Высочества Великого Князя Николая Николаевича Старшего полк.
- 18 августа 1882 — 15-й драгунский Александрийский Его Императорского Высочества Великого Князя Николая Николаевича Старшего полк[7].
- 11 августа 1883 — Приведён в состав шести эскадронов.
- Приказом по Военному ведомству два эскадрона полка отправлены на сформирование Белорусского гусарского полка[13].
- 1884 — Дано прежнее старшинство Александрийского полка, но только год, а день и месяц остались от Иркутского полка.
- 26 апреля 1891 — Александрийский 15-й драгунский полк[7].
- 30 июля 1904 — 15-й драгунский Александрийский Её Величества Государыни Императрицы Александры Фёдоровны полк.

В 1907 г., после поражения в войне с Японией, Николай II решает возродить боевой дух Русских гвардии и армии. Гусарским полкам возвращают прежние наименования и мундиры образца 1870-х годов. Таким образом, к двум гвардейским гусарским полкам по состоянию на 1 января 1914 глда добавился возрождённый Сумской гусарский полк, входивший в гренадерский корпус, и 17 армейских гусарских полков, получивших сквозные войсковые номера (№) со 2-го по 18-й.
- 6 декабря 1907 — 5-й гусарский Александрийский Её Величества Государыни Императрицы Александры Фёдоровны полк[14].
- В конце 1910 — 5-й гусарский Александрийский полк передислоцирован из Калиша в Самару.
- Начало Первой мировой войны полк встретил, находясь на манёврах в деревне Канава, Симбирской губернии.
- 1914—1917 — активное участие в Первой мировой войне. 29 апреля 1915 года под Шавли полк захватил германскую батарею[15]. Отличился и в ходе майских боев 1915 г.[16]

## Форма одежды

### 1914 года
Форма одежды — Общегусарская: Доломан, тулья, клапан — пальто, и шинели — чёрный, шлык, околыш, погоны, варварки, выпушка — алый, металлический прибор — серебряный.

### Флюгер
Флюгер Цвета: Верх — алый, полоса — белый, низ — чёрный.

## Знаки различия

### Офицеры

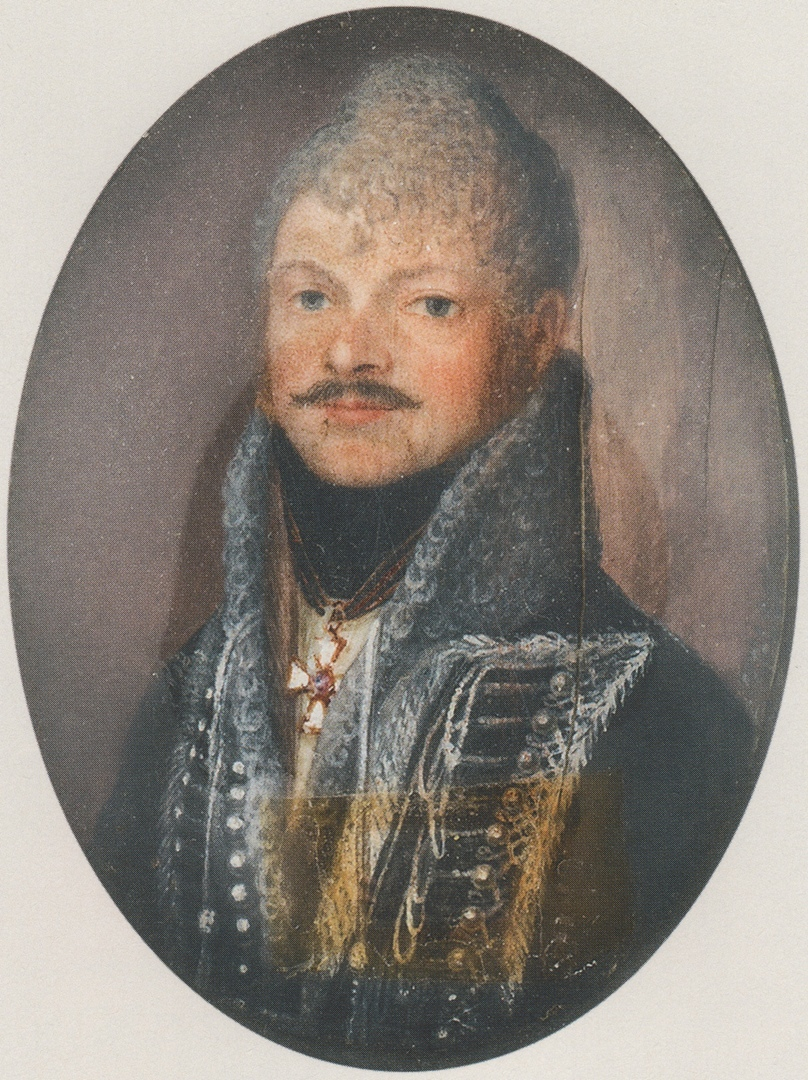
Портрет графа Карла Осиповича де Ламберта в ментике Александрийского гусарского полка

| Описание                    | Знаки различия по состоянию на 1908—1917 гг. | Знаки различия по состоянию на 1908—1917 гг. | Знаки различия по состоянию на 1908—1917 гг. | Знаки различия по состоянию на 1908—1917 гг. | Знаки различия по состоянию на 1908—1917 гг. | Знаки различия по состоянию на 1908—1917 гг. | Знаки различия по состоянию на 1908—1917 гг. | Знаки различия по состоянию на 1908—1917 гг. |
| --------------------------- | -------------------------------------------- | -------------------------------------------- | -------------------------------------------- | -------------------------------------------- | -------------------------------------------- | -------------------------------------------- | -------------------------------------------- | -------------------------------------------- |
| Шнуры наплечные на доломане |                                              |                                              |                                              |                                              |                                              |                                              |                                              |                                              |
| Погоны                      |                                              |                                              |                                              |                                              |                                              |                                              |                                              |                                              |
| Погоны полевые с 1914 года  |                                              |                                              |                                              |                                              |                                              |                                              |                                              |                                              |
| Классный чин                | Полковник                                    | Подполко́вник                                 | Ротмистр                                     | Штабс-ротмистр                               | Пору́чик                                      | Корнет                                       | Прапорщик                                    |                                              |
| Группа                      | Штаб-офицеры                                 | Штаб-офицеры                                 | Обер-офицеры                                 | Обер-офицеры                                 | Обер-офицеры                                 | Обер-офицеры                                 |                                              |                                              |

### Нижние чины
| Описание                    | Знаки различия по состоянию на 1908—1917 гг. | Знаки различия по состоянию на 1908—1917 гг. | Знаки различия по состоянию на 1908—1917 гг. | Знаки различия по состоянию на 1908—1917 гг. | Знаки различия по состоянию на 1908—1917 гг. | Знаки различия по состоянию на 1908—1917 гг. | Знаки различия по состоянию на 1908—1917 гг. | Знаки различия по состоянию на 1908—1917 гг. |
| --------------------------- | -------------------------------------------- | -------------------------------------------- | -------------------------------------------- | -------------------------------------------- | -------------------------------------------- | -------------------------------------------- | -------------------------------------------- | -------------------------------------------- |
| Шнуры наплечные на доломане |                                              |                                              |                                              |                                              |                                              |                                              |                                              |                                              |
| Погоны                      |                                              |                                              |                                              |                                              |                                              |                                              |                                              |                                              |
| Погоны полевые с 1914 года  |                                              |                                              |                                              |                                              |                                              |                                              |                                              |                                              |
| Воинское звание             | Подпрапорщик                                 | Подпрапорщик в должности вахмистра           | Вахмистр                                     | Старший унтер-офицер                         | Младший унтер-офицер                         | Ефрейтор                                     | Гусар (на правах вольно- определяющегося)    | Гусар                                        |
| Группа                      | Унтер-офицеры                                | Унтер-офицеры                                | Унтер-офицеры                                | Унтер-офицеры                                | Унтер-офицеры                                | Гусары                                       | Гусары                                       | Гусары                                       |

Другие погоны

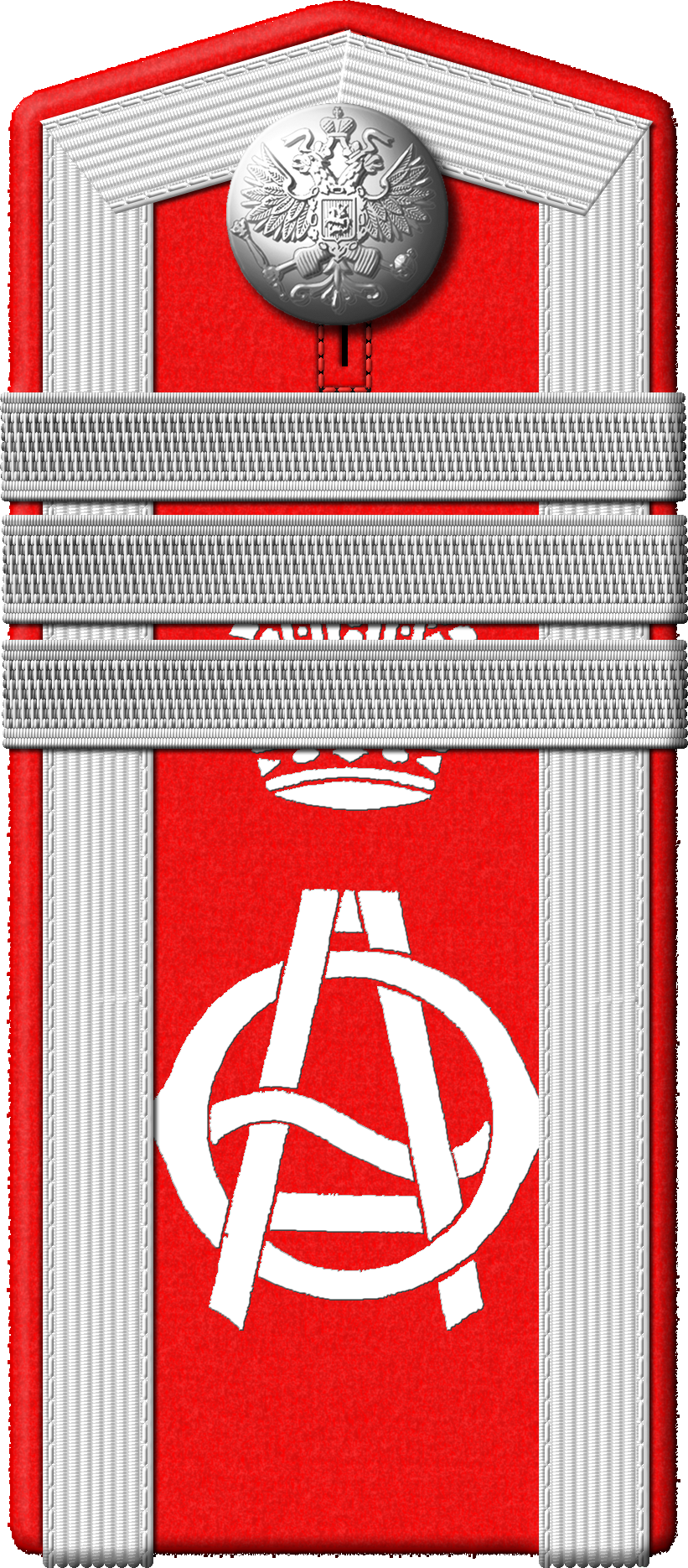
Старший унтер-офицер (сверхсрочной службы)
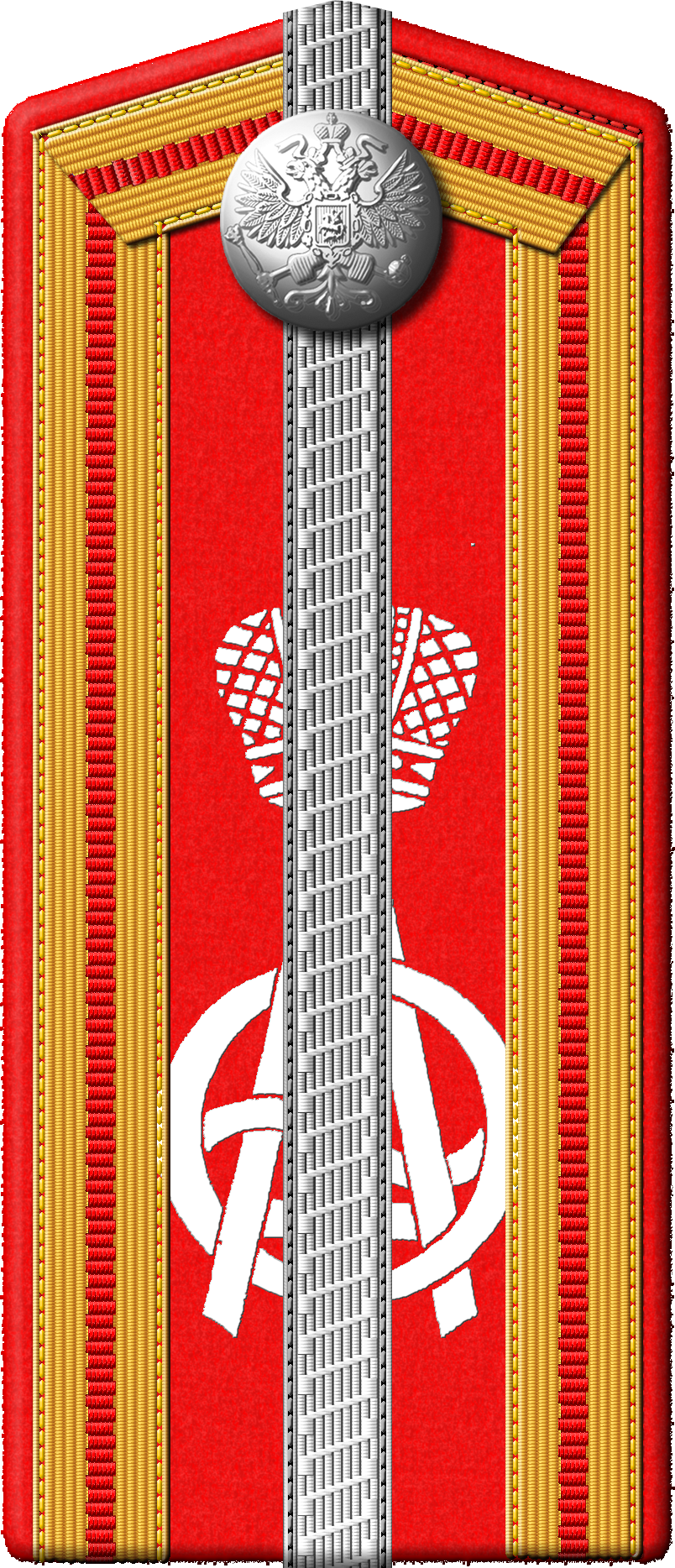
Унтер-берейтор (Наездник - унтер-офицерского звания)
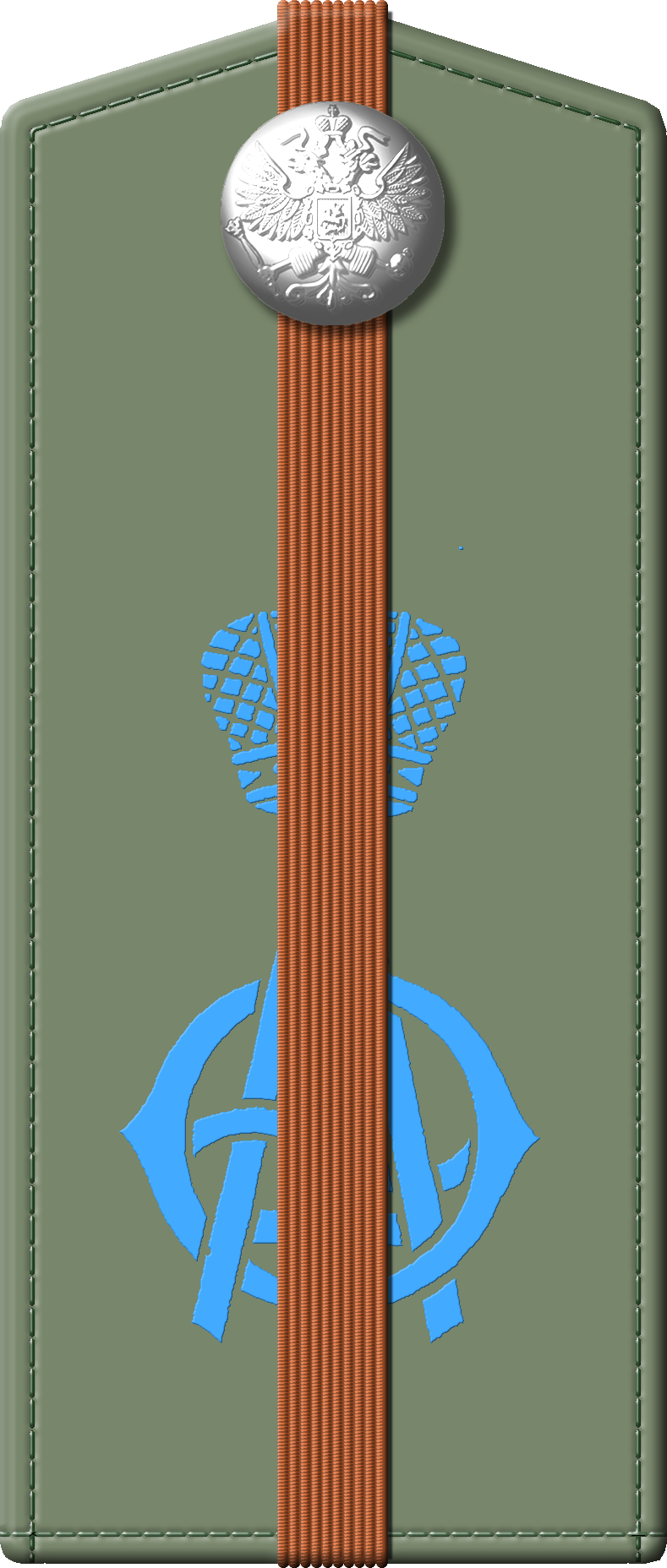
Гусар-разведчик (погон полевой 1914—1917 гг.)
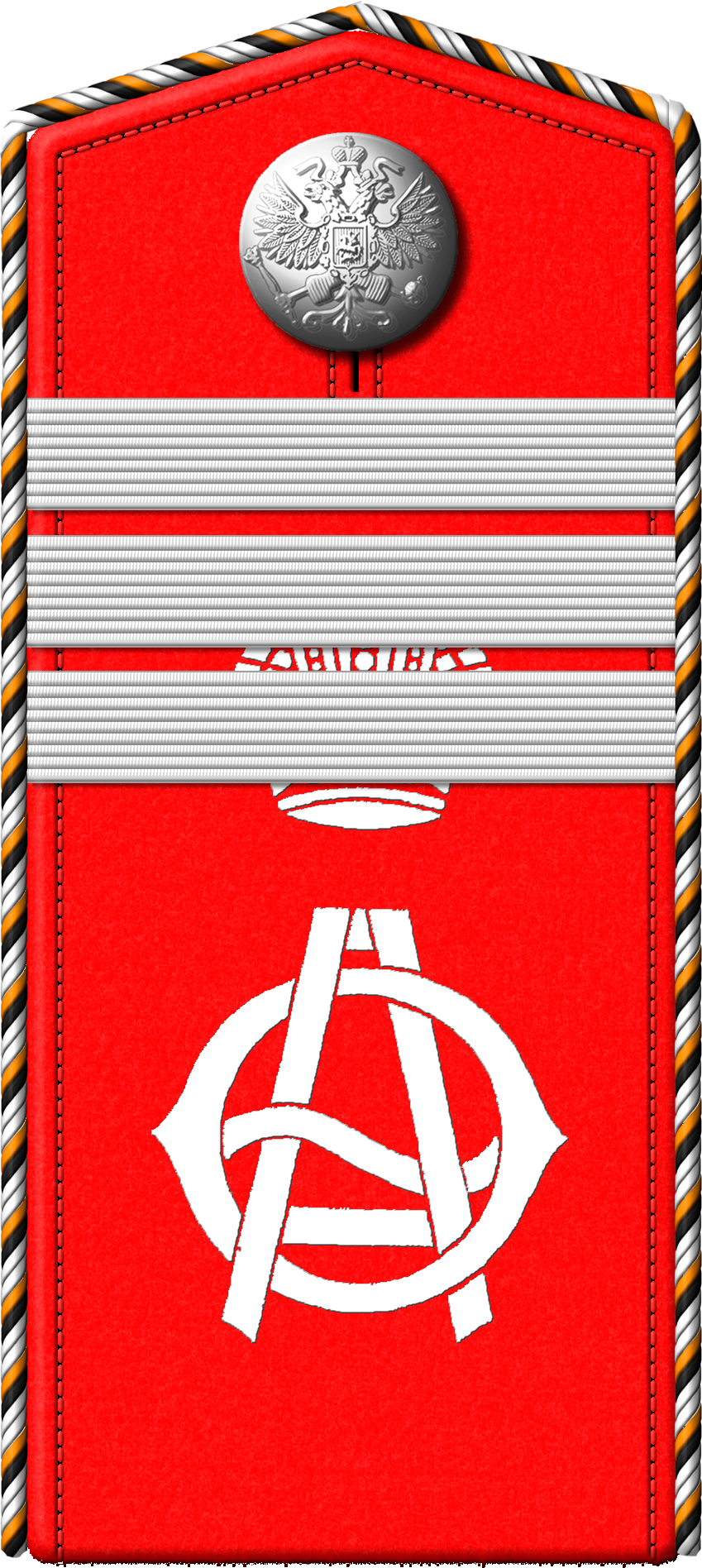
Старший медицинский фельдшер

## Возрождение в Гражданской войне

### В Красной армии
В 1918 году на базе полка создан 1-й Оренбургский кавалерийский полк РККА. В 1919 году — развёрнут во 2-ю бригаду 3-й Туркестанской кавалерийской дивизии.

### В Белом движении
Летом 1918 года возрождён как Самарский гусарский полк Добровольческой армии.
Кто не знал, не видал

Подвигов заветных,

Кто не знал, не слыхал

Про гусар бессмертных!

Припев:

Марш вперёд!

Труба зовёт,

Чёрные гусары,

Марш вперёд!

Смерть нас ждёт,

Наливайте чары!

Начинай, запевай

Песню полковую;

Наливай, выпивай

Чару круговую!

Припев:

          

Ты не плачь, не горюй,

Моя дорогая!

Коль убьют, позабудь —

Знать, судьба такая.

Припев:

          

Не стоят, а храпят

Кони вороные.

Не ржавеют, а горят

Сабельки кривые.

Припев:

          

## Шефы
Шеф или почётные командиры:
- 29.11.1796 — 09.10.1797 — бригадир (с 27.01.1797 генерал-майор) Годлевский, Станислав Францевич
- 09.10.1797 — 26.10.1798 — генерал-майор Гижицкий, Игнатий Иванович
- 26.10.1798 — 02.10.1799 — генерал-майор Никорица, Иван Андреевич
- 02.10.1799 — 06.05.1800 — генерал-майор Телепнёв, Иван Иванович
- 06.05.1800 — 17.02.1803 — полковник (с 25.10.1800 генерал-майор) Кишинский, Николай Фёдорович
- 19.02.1803 — 01.09.1814 — генерал-майор (с 30.08.1811 генерал-адъютант, с 21.10.1812 генерал-лейтенант) де Ламберт, Карл Осипович
- 01.09.1845 — 20.01.1856 — генерал-фельдмаршал князь Варшавский, граф Паскевич-Эриванский
- 25.01.1856 — 26.04.1891 — великий князь Николай Николаевич Старший
- 30.07.1904 — 04.03.1917— императрица Александра Фёдоровна[14].

## Командиры
(Командующий в дореволюционной терминологии означал временно исполняющего обязанности начальника или командира).

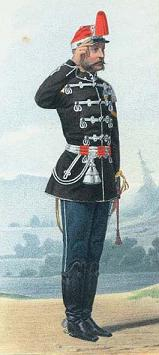
Гусар полка в 1868 г.

- 17.07.1783 — хх.хх.1790 — подполковник (с 21.04.1784 полковник, с 21.04.1789 бригадир) Тормасов, Александр Петрович
- хх.хх.1792 — 09.10.1797 — полковник (с 16.07.1797 генерал-майор) Гижицкий, Игнатий Иванович
- 31.03.1798 — 10.02.1799 — полковник Лыкошин, Осип Иванович
- 30.03.1799 — 06.05.1800 — полковник Кишинский, Николай Фёдорович
- 15.07.1800 — 01.01.1807 — полковник Юрковский, Анастасий Антонович
- 28.11.1807 — 05.02.1809 — полковник Русанов, Василий Акимович
- 12.05.1809 — 30.08.1814 — полковник Ефимович, Андрей Александрович
- 30.08.1814 — 28.10.1814 — полковник князь Мадатов, Валериан Григорьевич
- 28.10.1814 — 12.12.1819[18] — полковник фон Рейтерн, Христофор Романович
- 19.02.1820 — 30.08.1824 — полковник Катаржи, Григорий Ильич
- 19.11.1824 — 14.04.1829 — полковник Муравьёв, Александр Захарович
- 21.04.1829 — 03.07.1829 — командующий подполковник Васильковский, Осип Максимович
- 03.07.1829 — 06.08.1829 — полковник граф Тиман, Михаил Адамович
- 27.10.1829 — 20.01.1830 — полковник Розанов Алексей Иванович
- 21.04.1830 — 04.05.1839[19] — подполковник (с 18.06.1831 полковник, с 26.03.1839 генерал-майор) Нарверт, Викентий Иванович
- 04.05.1839 — 11.04.1848 — полковник (с 07.04.1846 генерал-майор) Будберг, Александр Богданович
- 11.04.1848 — 23.01.1853 — полковник (с 26.11.1852 генерал-майор) Ломоносов, Александр Григорьевич
- 23.01.1853 — 08.06.1855 — флигель-адъютант полковник граф Алопеус, Фёдор Давыдович
- 08.06.1855 — 03.06.1856[20] — полковник Рейнгольд, Александр Эмильевич
- 15.06.1856 — 14.03.1860 — полковник барон фон Шилинг, Франц Фёдорович
- 14.03.1860 — 17.04.1860 — флигель-адъютант полковник граф Апраксин, Антон Степанович
- 19.04.1860 — 14.11.1861 — полковник Петров, Александр Николаевич
- 14.11.1861 — 05.10.1863 — полковник Татищев, Дмитрий Александрович
- 05.10.1863 — 03.11.1863 — полковник Татищев, Леонид Александрович
- 03.11.1863 — 12.12.1868 — полковник Дика, Кузьма Егорович
- 12.12.1868 — 28.09.1874 — флигель-адъютант полковник барон Оффенберг, Пётр Иванович
- 06.11.1874 — 30.04.1877 — полковник князь Романовский, герцог Лейхтенбергский, Евгений Максимилианович
- 30.04.1877 — 07.08.1877 — флигель-адъютант полковник Чичерин, Сергей Павлович
- 07.08.1877 — 02.12.1880 — полковник Роговский, Николай Михайлович
- 17.12.1880 — 21.09.1884 — полковник Остроградский, Всеволод Матвеевич
- 21.09.1884 — 09.12.1887 — флигель-адъютант полковник Таль, Александр Яковлевич[6].
- 27.12.1887 — 28.05.1892 — полковник Боборыкин, Фёдор Николаевич
- 11.06.1892 — 25.09.1895 — полковник барон Бистром, Александр Николаевич
- 15.10.1895 — 11.08.1896 — полковник князь Гагарин, Александр Петрович
- 04.09.1896 — 26.03.1901 — полковник Ковалевский, Владимир Александрович
- 07.05.1901 — 12.02.1904 — полковник Карцов, Владимир Александрович
- 16.02.1904 — 06.11.1906 — полковник граф Келлер, Фёдор Артурович
- 26.11.1906 — 22.11.1910 — флигель-адъютант полковник граф Шувалов, Андрей Петрович
- 07.12.1910 — 27.05.1915 — полковник барон фон Корф, Сесиль Артурович
- 27.05.1915 — 19.04.1917 — полковник (с 02.04.1917 генерал-майор) Коленкин, Александр Николаевич[21]
- 22.04.1917 — хх.хх.1918[22] — подполковник (с 12.10.1917 полковник) Козлов, Адриан Николаевич

## Знаки отличия

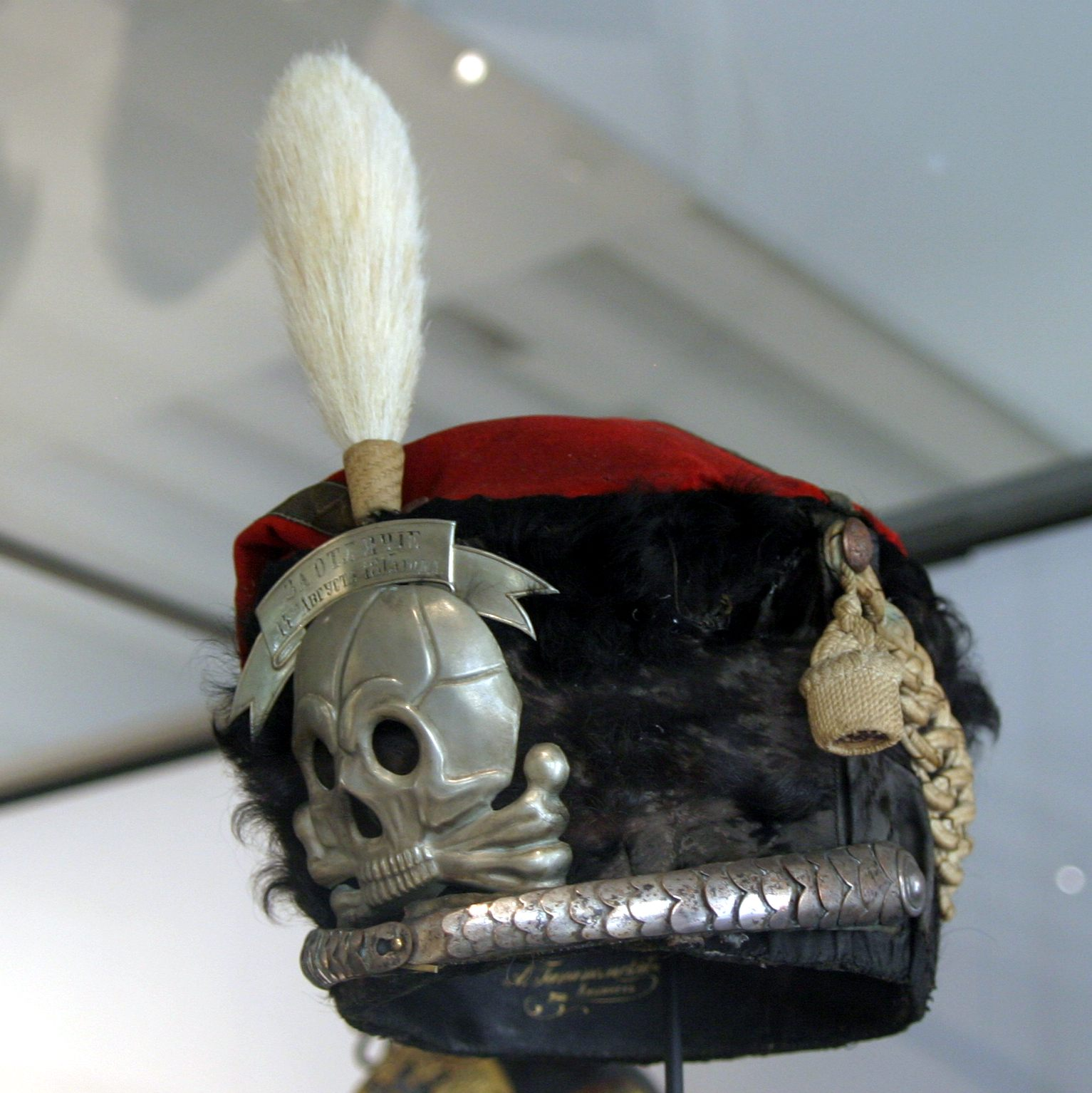
Парадная шапка гусара 5-го гусарского Александрийского полка

- 15 сентября 1813 — За отличие под Кацбахом полку пожалованы знаки на кивера с надписью «За отличие 14 августа 1813 года»[7].
- 8 февраля 1814 — За сражение при Бриенн-ле-Шато полк награждён 22 георгиевскими трубами с надписью «Александрийского гусарского полка 8 февраля 1814 года»[7].
- Георгиевский штандарт «За отличие в турецкую войну 1828 г.»[7] и «1776—1876».

### Нагрудный знак
Утвержден 1 октября 1913 года. Чёрный эмалевый Мальтийский крест с белым ободком и белыми гусарскими узлами на концах. На центр наложен белой кости череп над скрещёнными костями.

## Известные люди, служившие в полку
- Келлер Фёдор Артурович (1857—1918) — военачальник Русской императорской армии, генерал от кавалерии, «первая шашка России»
- Гумилёв, Николай Степанович (1886—1921) — поэт «Серебряного века», участник Первой мировой войны.
- Жевахов, Спиридон Эристович (1768—1815) — генерал-майор, командир эпохи наполеоновских войн.
- Жуковский, Пётр Владимирович (1824—1896) — камергер Высочайшего двора, гласный Санкт-Петербургской городской думы.
- Карамзин, Андрей Николаевич (1814—1854) — сын историка Николая Михайловича Карамзина, знакомый А. Пушкина.
- Маннергейм, Карл Густав Эмиль (1867—1951) — генерал-адъютант генерал-лейтенант русской армии, финский государственный деятель.
- Петров, Павел Иванович (1792—1871) — генерал-майор, участник Наполеоновских войн и покорения Кавказа, подольский гражданский губернатор.
- Ушаков, Константин Петрович (1896—1943) — советский военачальник, комдив, первый командир Оренбургского кавалерийского полка.
- Булгаков, Михаил Афанасьевич (1891—1940) — известный писатель и драматург. С начала октября 1919 — полковой врач 5-го гусарского Александрийского полка.
- Мадатов, Валериан Григорьевич (1782—1829) — князь, генерал-лейтенант, герой Отечественной войны 1812 года.
- Батюшков, Константин Николаевич (1890—1915) — корнет, герой Первой мировой войны.
- Цесаревич Алексей (1904—1918) — сын Николая II, зачислен в полк корнетом 30 июля 1907 года, возрасте 3-х лет.
- Крючёнкин, Василий Дмитриевич (1894—1976) — советский военачальник, генерал-лейтенант, воевал в полку в 1915—1917 гг.
- Вонсяцкий, Анастасий Андреевич (1898—1965) — русский эмигрантский политик.
- Старцев, Ананий Фёдорович, с 1848 по 1852 год был старшим лекарем полка.
- Лукьянович, Андрей Федорович[23]

## Память
- Указом Президента Российской Федерации № 594, от 24 октября 2018 года, почётное наименование «Александрийская» присвоено 15-й отдельной мотострелковой бригаде (миротворческой)[24].
- 7 сентября 2018 года, возле Дома офицеров Самарского гарнизона на улице Шостаковича состоялось торжественное открытие скульптурной композиции, посвященной памяти гусар и офицеров 5-го Александрийского полка, известного также как «Черные гусары»[25].
- 4 ноября 2019 года состоялась торжественная церемония вручения 15-й Александрийской отдельной мотострелковой бригаде исторической копии штандарта Александрийского 5-го гусарского полка.

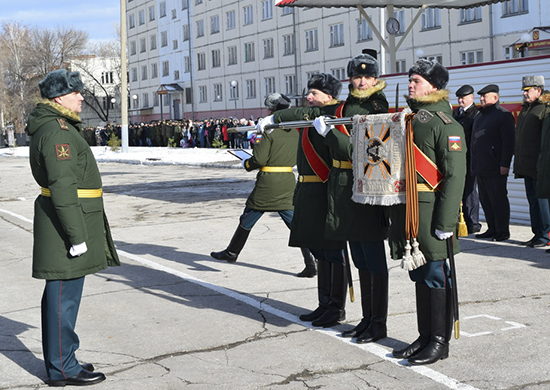
Вручение 15 омсбр исторической копии Штандарта полка, 2019 год.
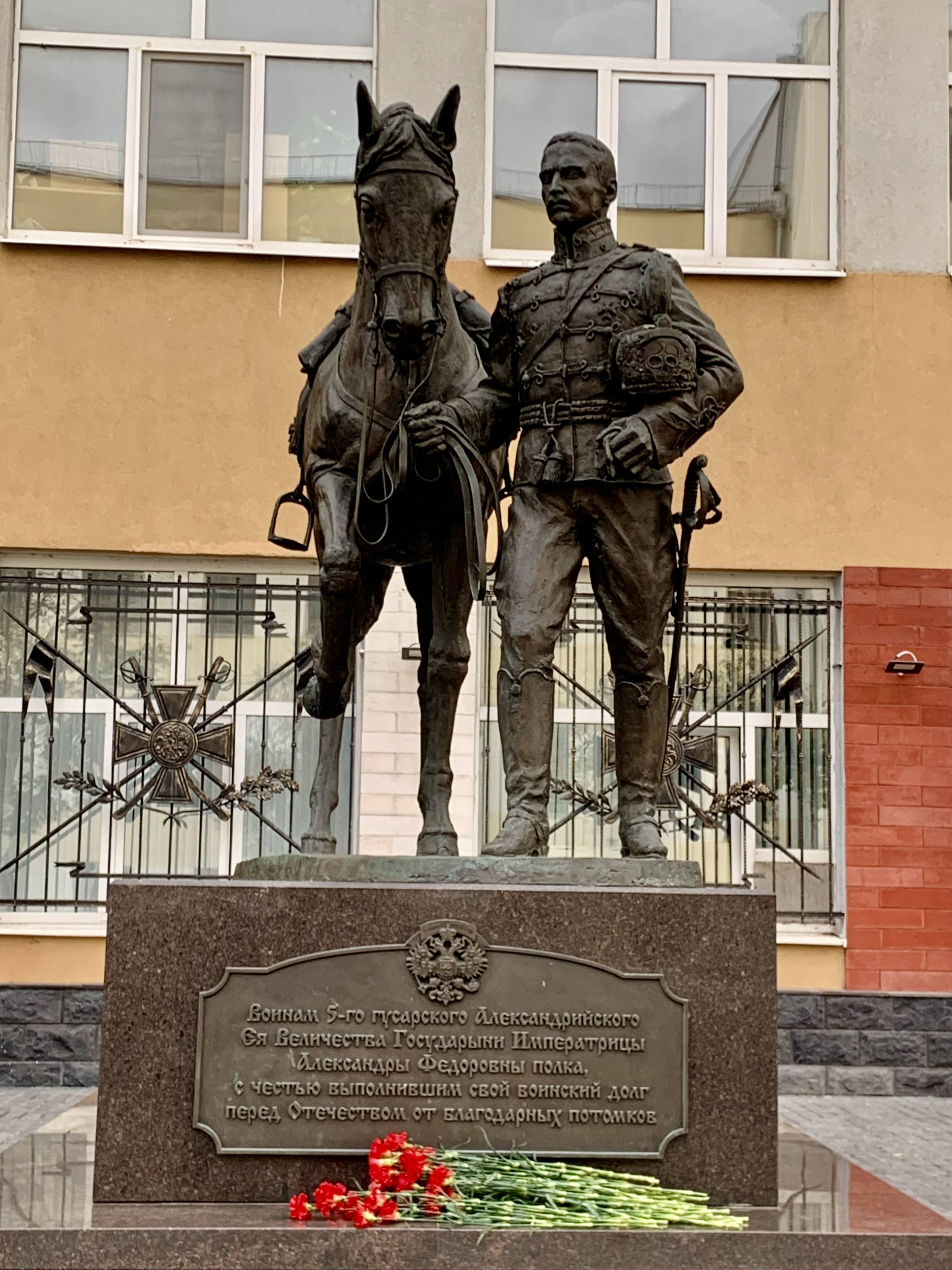
Памятник воинам 5-го гусарского Александрийского полка.